# Сиед, Ифтихар Ахмед
Ифтихар Ахмед Сиед (англ. Iftikhar Ahmed Syed, 23 августа 1952) — пакистанский хоккеист (хоккей на траве), полузащитник. Серебряный призёр летних Олимпийских игр 1972 года, бронзовый призёр летних Олимпийских игр 1976 года.

## Биография
Ифтихар Ахмед Сиед родился 23 августа 1952 года.
В 1972 году вошёл в состав сборной Пакистана по хоккею на траве на Олимпийских играх в Мюнхене и завоевал серебряную медаль. Играл на позиции полузащитника, провёл 2 матча, мячей не забивал.
В 1976 году вошёл в состав сборной Пакистана по хоккею на траве на Олимпийских играх в Монреале и завоевал бронзовую медаль. Играл на позиции полузащитника, провёл 6 матчей, мячей не забивал.
В 1971—1976 годах провёл за сборную Пакистана 49 матчей.